# Roland E-serie

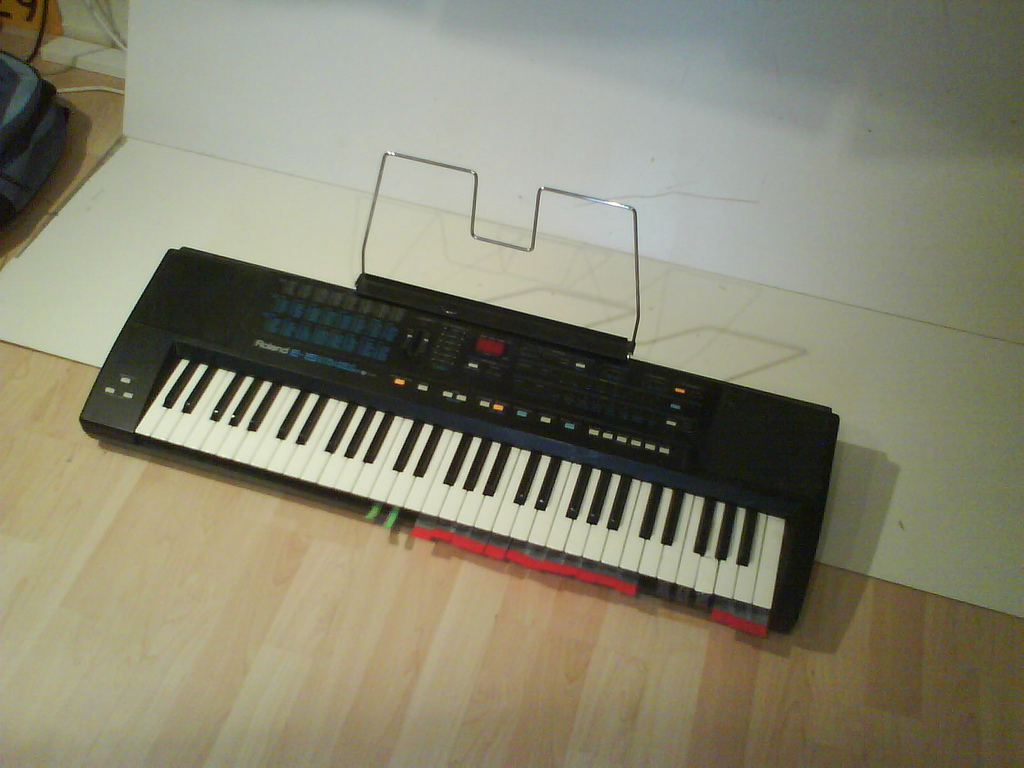
Roland E-15

De Roland E-serie is een serie begeleidingskeyboards die door Roland van 1988 tot 2016 werd geproduceerd. Vergelijkbare keyboards uit dezelfde klasse zijn de Yamaha PSR-serie, de Technics SX-serie en de GEM WK-serie.

## Beschrijving
De serie E-keyboards was het eerste product van Roland Europe SpA, een dochteronderneming gevestigd in Italië, die in 1987 ontstond na een overname. Roland ging zich richten op het marktsegment voor hoogwaardige keyboards, dat destijds werd ingenomen door Yamaha en Technics.
De keyboards kregen automatische muziekbegeleidingen en ingebouwde luidsprekers. Het eerste model was de E-20 die in recensies positief werd ontvangen. Men prees de kwaliteit van de klanken, begeleidingen en drumpatronen. Naast de E-20 verschenen de E-5 en E-10 als budgetmodellen met minder functies. Roland introduceerde ook een moduleversie (zonder klavier) onder de naam RA-50 Realtime Arranger.
In duurdere modellen werd het mogelijk om zelf begeleidingen te creëren en op te nemen. Er kwam tevens een serie stijlkaarten beschikbaar, waarmee men de begeleidingen kon uitbreiden.
Roland wist met de E-serie in de jaren 90 een grote marktpositie te behalen. Arranger-keyboards raakten geaccepteerd door musici en werden regelmatig gebruikt op podia. De tweede generatie (E-15, E-35 en E-70) was een van de eerste Roland-keyboards met General Standard (GS), een uitbreiding op het General MIDI-protocol.
Roland introduceerde vanaf 1995 de verbeterde G-serie, met de G-800, G-1000 en G-70.

## Serie
- Eerste generatie (1988 – 1991)

E-5, E-10, E-20, E-30
RA-50, Pro-E Arranger
- Tweede generatie (1991 – 1993)

E-15, E-35, E-40 OR, E-70
RA-90
- Derde generatie (1993 – 1996)

E-16, E-16 TR, E-36, E-56, E-66, E-86
RA-95
- Vierde generatie (1995 – 1998)

E-12, E-14, E-14 OR, E-14 TR-OR, E-14 US, E-28, E-280B, E-38, E-68, E-68US, E-96, G-600, G-800
RA-30, RA-800
- Vijfde generatie (1998 – 2001)

EM-1B, EM-10, EM-20, EM-30, EM-50, EM-50 OR, EM-7B, EM-2000, G-1000
E-300, E-480B, E-500, E-500 OR, E-600
- Zesde generatie (2000 – 2005)

Alpha-JR, EM-15, EM-15 OR, EM-25, Alpha-7, EM-55, EM-55 OR, Alpha-1
VA-3, VA-5, VA-7, VA-76
E-100, E-200, EXR-3, EXR-5, EXR-GR5, EXR-7, EXR-40 OR
EXR-3s, EXR-5s, EXR-7s
- Zevende generatie (2005 – 2009)

G-70, E-50, E-60, E-80
EXR-46 OR, EXR-E2
GW-7, E-09, E-09W, E-09IE
- Achtste generatie (2010 – 2011)

GW-8, Prelude
- Negende generatie (2012 – 2016)

BK-3, BK-5, BK-5 OR, BK-7M, BK-9,
E-A7
noot: OR-modellen bevatten klanken die specifiek zijn gericht op de oriëntaalse markt.